# 미나미센주정
미나미센주정(南千住町)은 도쿄부 기타토시마군에 일찍이 존재했던 정이다. 현재의 아라카와구 동부에 해당한다.

## 역사
- 1889년 5월 1일 - 시정촌제 시행에 의해 미나미센주정이 성립하였다.
- 1926년 4월 - 기타토시마군 관공서가 폐지되어, 도쿄부 직할이 되었다.
- 1932년 10월 1일 - 도쿄시에 편입되어, 미나미센주촌은 소멸하여, 이후 아라카와구가 성립하였다.

## 인구
- 1920년　 50,713
- 1925년　 54,755
- 1930년　 56,010

## 참고문헌
- 北豊島郡誌（編：北豊島郡農会、1918年（大正7年）11月10日発行、1979年（昭和54年）9月25日復刻版発行）
- 『早稲田大学校友会会員名簿 大正14年11月調』早稲田大学校友会、1915-1925年。
- 板橋区史 通史編 下巻（編：板橋区史編さん調査会、1999年（平成11年）11月30日発行）